# Scheuren
Pour les articles homonymes, voir Scheuren.
Scheuren est une commune suisse du canton de Berne, située dans l'arrondissement administratif de Bienne.